# Соловьёв, Константин Владимирович
Константин Владимирович Соловьёв (15 мая 1914, Городищи — 27 декабря 1942, Новгородская область) — советский лётчик-ас истребительной авиации ВВС Балтийского флота в годы Великой Отечественной войны, Герой Советского Союза (23.10.1942). Майор (4.09.1942).

## Биография
Родился 15 мая 1914 года в посёлке Городищи (ныне — в Петушинском районе Владимирской области). В 1929 году окончил неполную среднюю школу. Был учеником слесаря на Городищенском комбинате (1928—1929), затем слесарем. Учился в школе мастеров при Московском текстильном институте, позже в 1932 году окончил Московскую механико-текстильную школу. Затем работал на текстильных предприятиях в городах Переславль-Залесский и Орехово-Зуево, а с 1932 года учился в Московском индустриальном техникуме, в котором окончил два курса.
В Военно-Морском Флоте с 1934 года. В октябре 1936 года окончил Военную школу лётчиков и лётчиков-наблюдателей морской и сухопутной авиации имени Сталина в городе Ейске. С декабря 1936 года проходил службу в должности пилота 37-й истребительной авиационной эскадрильи ВВС Балтийского флота. В мае 1938 года стал командиром звена 42-го истребительного авиационного полка ВМФ, а в апреле 1939 года — 12-й отдельной истребительной авиационной эскадрильи ВМФ . Участник советско-финской войны 1939—1940 годов, в которой участвовал с января 1940 года командиром звена 21-го авиаотряда 10-й авиационной бригады ВМФ. Совершил 65 боевых вылетов на истребителе И-15 бис. Член ВКП(б) с 1940 года.
С апреля 1940 года продолжал службу командиром звена 94-й истребительной авиационной эскадрильи ВВС КБФ, а с сентября 1940 года — командиром звена и эскадрильи 71-го истребительного авиационного полка ВМФ.
На фронтах Великой Отечественной войны старший лейтенант Соловьёв с июня 1941 года. Воевал на Краснознамённом Балтийском флоте в составе того же полка, в октябре 1941 года повышен в должности до командира эскадрильи. Всю войну летал на истребителе И-153. Защищал острова Финского залива, Ленинград, Кронштадт, «Дорогу жизни» через Ладожское озеро. Одним из первых в полку освоил ночные боевые вылеты и перехват в темноте вражеских самолётов, одержав пять ночных побед. В одном из боёв весной 1942 года был ранен, но привёл повреждённую машину на свой аэродром. После выписки из госпиталя вернулся в свой полк.
Командир авиационной эскадрильи 71-го истребительного авиационного полка 61-й истребительной авиационной бригады военно-воздушных сил Краснознамённого Балтийского флота капитан Константин Соловьёв к июлю 1942 года совершил 427 успешных боевых вылетов, из них 110 на штурмовку войск противника и 50 на разведку, в 65 воздушных боях сбил 1 вражеский самолёт лично и 8 в группе.
Указом Президиума Верховного Совета СССР от 23 октября 1942 года «за образцовое выполнение боевых заданий Командования на фронте борьбы с немецкими захватчиками и проявленные при этом отвагу и геройство» капитану Соловьёву Константину Владимировичу присвоено звание Героя Советского Союза.
В ноябре 1942 года назначен заместителем командира 13-го Краснознамённого истребительного авиационного полка ВВС Балтийского флота. Однако пробыл в этой должности совсем недолго и получить высшие награды Родины орден Ленина и медаль «Золотая Звезда» не успел.
Получил тяжелейшие ранения в авиационной катастрофе в районе станции Абросово 27 декабря 1942 года, когда при выполнении учебного группового полёта один молодой лётчик допустил ошибку и столкнулся в воздухе с самолётом своего командира. Капитана Соловьёва доставили в госпиталь, но там его спасти не смогли и он скончался от ран.
Сначала был похоронен в деревне Новинка (Пестовский район) на кромке летного поля, а 29 апреля 1965 года перезахоронен на Центральном воинском захоронении в городе Пестово Новгородской области.
Почти два десятка лет Грамота Героя Советского Союза хранилась в Министерстве обороны СССР (не могли установить место жительство родственников), и только в октябре 1961 года была торжественно вручена его вдове.
Данные о числе побед К. В. Соловьёва по разным источникам различаются друг от друга. По одним данным, он совершил около 500 боевых вылетов, сбил 5 вражеских самолётов лично и 10 в группе. По другим источникам одержал 3 личные и 10 групповых побед, 1 личную и 10 групповых побед, а по исследованиям М. Ю. Быкова — достоверно подтверждены 1 личная и 9 групповых побед. В любом случае Константин Соловьёв считается вторым по результативности советским асом на устаревших уже к началу войны истребителях И-153.

## Награды
- Герой Советского Союза (23.10.1942)
- 2 ордена Ленина (5.04.1942, 23.10.1942)
- 2 ордена Красного Знамени (7.02.1940, 16.12.1941)

## Память
- Именем Героя названа улица в посёлке Городищи, на которой установлена мемориальная доска.
- В городе Петушки Владимирской области на мемориале землякам — Героям Советского Союза ему установлен памятный знак.
- В городе Пестово именем Героя названа одна из центральных улиц.
- Его имя увековечено на мемориальной доске с именами Героев Советского Союза морских авиационных полков Балтийского флота, установленной на Аллее Славы в городе Кронштадт.